# Чемпионат Европы по футболу 2028
Чемпионат Европы по футболу 2028 (англ. 2028 UEFA European Football Championship, ирл. Craobh Peile na hEorpa 2028 UEFA) или Евро-2028 — 18-й розыгрыш чемпионата Европы по футболу, футбольного турнира, проводимого каждые четыре года среди национальных сборных, входящих в состав УЕФА. Финальный этап Евро-2028 пройдёт в Великобритании и Ирландии с 9 июня по 9 июля 2028 года.
Предполагалось, что он станет первым в истории турниром с участием 32 команд, но в январе 2023 года УЕФА принял решение оставить 24 команды в финальной части турнира. 
13 сентября 2024 года правительство Великобритании окончательно отказалось выделить финансирование на реконструкцию арены «Кейсмент‑парк» в Белфасте. Тем самым турнир на территории Северной Ирландии не состоится по причине отсутствия соответствующей требованиям УЕФА арены. 

## Кандидаты

### Подтверждённые
- Англия,  Северная Ирландия,  Шотландия,  Уэльс и  Ирландия[5] — 10 октября 2023 года на конгрессе УЕФА в Ньоне (Швейцария) было объявлено, что турнир пройдёт в Великобритании (Англия, Северная Ирландия, Уэльс, Шотландия) и в Ирландии[6].

### Отозванные
- Турция — Турция подавала заявку и на проведение Евро-2032[7][8]. 4 октября 2023 года отозвала свою заявку. 10 октября 2023 года совместно с Италией получила право проведения Евро-2032.

### Исключённые
- Россия — Россия подавала заявку на Евро-2028 или на Евро-2032, но из-за вторжения России на Украину УЕФА исключила заявку[9].

## Стадионы
| Лондон              | Лондон | Кардифф | |
| ------------------- | --- | --- | --- |
| Уэмбли              | Тоттенхэм Хотспур | Миллениум | |
| Вместимость: 90 652 | Вместимость: 62 322 | Вместимость: 73 952 | |
|                     | | | |
| Ливерпуль           | Лондон Кардифф Манчестер Ливерпуль Ньюкасл-апон-Тайн Бирмингем Глазго ДублинЧемпионат Европы по футболу 2028, Великобритания | Лондон Кардифф Манчестер Ливерпуль Ньюкасл-апон-Тайн Бирмингем Глазго ДублинЧемпионат Европы по футболу 2028, Великобритания | Лондон Кардифф Манчестер Ливерпуль Ньюкасл-апон-Тайн Бирмингем Глазго ДублинЧемпионат Европы по футболу 2028, Великобритания |
| Эвертон             | Лондон Кардифф Манчестер Ливерпуль Ньюкасл-апон-Тайн Бирмингем Глазго ДублинЧемпионат Европы по футболу 2028, Великобритания | Лондон Кардифф Манчестер Ливерпуль Ньюкасл-апон-Тайн Бирмингем Глазго ДублинЧемпионат Европы по футболу 2028, Великобритания | Лондон Кардифф Манчестер Ливерпуль Ньюкасл-апон-Тайн Бирмингем Глазго ДублинЧемпионат Европы по футболу 2028, Великобритания |
| Вместимость: 52 888 | Лондон Кардифф Манчестер Ливерпуль Ньюкасл-апон-Тайн Бирмингем Глазго ДублинЧемпионат Европы по футболу 2028, Великобритания | Лондон Кардифф Манчестер Ливерпуль Ньюкасл-апон-Тайн Бирмингем Глазго ДублинЧемпионат Европы по футболу 2028, Великобритания | Лондон Кардифф Манчестер Ливерпуль Ньюкасл-апон-Тайн Бирмингем Глазго ДублинЧемпионат Европы по футболу 2028, Великобритания |
|                     | Лондон Кардифф Манчестер Ливерпуль Ньюкасл-апон-Тайн Бирмингем Глазго ДублинЧемпионат Европы по футболу 2028, Великобритания | Лондон Кардифф Манчестер Ливерпуль Ньюкасл-апон-Тайн Бирмингем Глазго ДублинЧемпионат Европы по футболу 2028, Великобритания | Лондон Кардифф Манчестер Ливерпуль Ньюкасл-апон-Тайн Бирмингем Глазго ДублинЧемпионат Европы по футболу 2028, Великобритания |
| Ньюкасл-апон-Тайн   | Лондон Кардифф Манчестер Ливерпуль Ньюкасл-апон-Тайн Бирмингем Глазго ДублинЧемпионат Европы по футболу 2028, Великобритания | Лондон Кардифф Манчестер Ливерпуль Ньюкасл-апон-Тайн Бирмингем Глазго ДублинЧемпионат Европы по футболу 2028, Великобритания | Лондон Кардифф Манчестер Ливерпуль Ньюкасл-апон-Тайн Бирмингем Глазго ДублинЧемпионат Европы по футболу 2028, Великобритания |
| Сент-Джеймс Парк    | Лондон Кардифф Манчестер Ливерпуль Ньюкасл-апон-Тайн Бирмингем Глазго ДублинЧемпионат Европы по футболу 2028, Великобритания | Лондон Кардифф Манчестер Ливерпуль Ньюкасл-апон-Тайн Бирмингем Глазго ДублинЧемпионат Европы по футболу 2028, Великобритания | Лондон Кардифф Манчестер Ливерпуль Ньюкасл-апон-Тайн Бирмингем Глазго ДублинЧемпионат Европы по футболу 2028, Великобритания |
| Вместимость: 52 305 | Лондон Кардифф Манчестер Ливерпуль Ньюкасл-апон-Тайн Бирмингем Глазго ДублинЧемпионат Европы по футболу 2028, Великобритания | Лондон Кардифф Манчестер Ливерпуль Ньюкасл-апон-Тайн Бирмингем Глазго ДублинЧемпионат Европы по футболу 2028, Великобритания | Лондон Кардифф Манчестер Ливерпуль Ньюкасл-апон-Тайн Бирмингем Глазго ДублинЧемпионат Европы по футболу 2028, Великобритания |
|                     | Лондон Кардифф Манчестер Ливерпуль Ньюкасл-апон-Тайн Бирмингем Глазго ДублинЧемпионат Европы по футболу 2028, Великобритания | Лондон Кардифф Манчестер Ливерпуль Ньюкасл-апон-Тайн Бирмингем Глазго ДублинЧемпионат Европы по футболу 2028, Великобритания | Лондон Кардифф Манчестер Ливерпуль Ньюкасл-апон-Тайн Бирмингем Глазго ДублинЧемпионат Европы по футболу 2028, Великобритания |
| Манчестер           | Лондон Кардифф Манчестер Ливерпуль Ньюкасл-апон-Тайн Бирмингем Глазго ДублинЧемпионат Европы по футболу 2028, Великобритания | Лондон Кардифф Манчестер Ливерпуль Ньюкасл-апон-Тайн Бирмингем Глазго ДублинЧемпионат Европы по футболу 2028, Великобритания | Лондон Кардифф Манчестер Ливерпуль Ньюкасл-апон-Тайн Бирмингем Глазго ДублинЧемпионат Европы по футболу 2028, Великобритания |
| Сити оф Манчестер   | Лондон Кардифф Манчестер Ливерпуль Ньюкасл-апон-Тайн Бирмингем Глазго ДублинЧемпионат Европы по футболу 2028, Великобритания | Лондон Кардифф Манчестер Ливерпуль Ньюкасл-апон-Тайн Бирмингем Глазго ДублинЧемпионат Европы по футболу 2028, Великобритания | Лондон Кардифф Манчестер Ливерпуль Ньюкасл-апон-Тайн Бирмингем Глазго ДублинЧемпионат Европы по футболу 2028, Великобритания |
| Вместимость: 61 000 | Лондон Кардифф Манчестер Ливерпуль Ньюкасл-апон-Тайн Бирмингем Глазго ДублинЧемпионат Европы по футболу 2028, Великобритания | Лондон Кардифф Манчестер Ливерпуль Ньюкасл-апон-Тайн Бирмингем Глазго ДублинЧемпионат Европы по футболу 2028, Великобритания | Лондон Кардифф Манчестер Ливерпуль Ньюкасл-апон-Тайн Бирмингем Глазго ДублинЧемпионат Европы по футболу 2028, Великобритания |
|                     | Лондон Кардифф Манчестер Ливерпуль Ньюкасл-апон-Тайн Бирмингем Глазго ДублинЧемпионат Европы по футболу 2028, Великобритания | Лондон Кардифф Манчестер Ливерпуль Ньюкасл-апон-Тайн Бирмингем Глазго ДублинЧемпионат Европы по футболу 2028, Великобритания | Лондон Кардифф Манчестер Ливерпуль Ньюкасл-апон-Тайн Бирмингем Глазго ДублинЧемпионат Европы по футболу 2028, Великобритания |
| Глазго              | Дублин | Бирмингем | |
| Хэмпден Парк        | Дублин Арена | Вилла Парк | |
| Вместимость: 52 032 | Вместимость: 51 711 | Вместимость: 42 640 | |
|                     | | | |